# Dinajpur (zila)
Dinajpur (en bengalí: দিনাজপুর) es un zila o distrito de Bangladés que forma parte de la división de Rangpur.
Comprende 13 upazilas en una superficie territorial de 3.449 km² : Birampur, Birganj, Biral, Bochaganj, Chirirbandar, Phulbari, Ghoraghat, Hakimpur, Kaharole, Khansama, Dinajpur, Nawabganj, Parbatipur.
La capital es la ciudad de Dinajpur.

## Upazilas con población en marzo de 2011[2]
- Biral 257,925
- Birampur 170,806
- Birganj 317,253
- Bochaganj 160,049
- Chirirbandar 292,500
- Dinajpur Sadar 484,597
- Ghoraghat 117,740
- Hakimpur 92,599
- Kaharole 154,432
- Khansama 171,764
- Nawabganj 229,337
- Parbatipur 365,103
- Phulbari 176,023

## Demografía
Según estimación 2010 contaba con una población total de 3.115.271 habitantes.